# 자유의 날 (벨라루스)

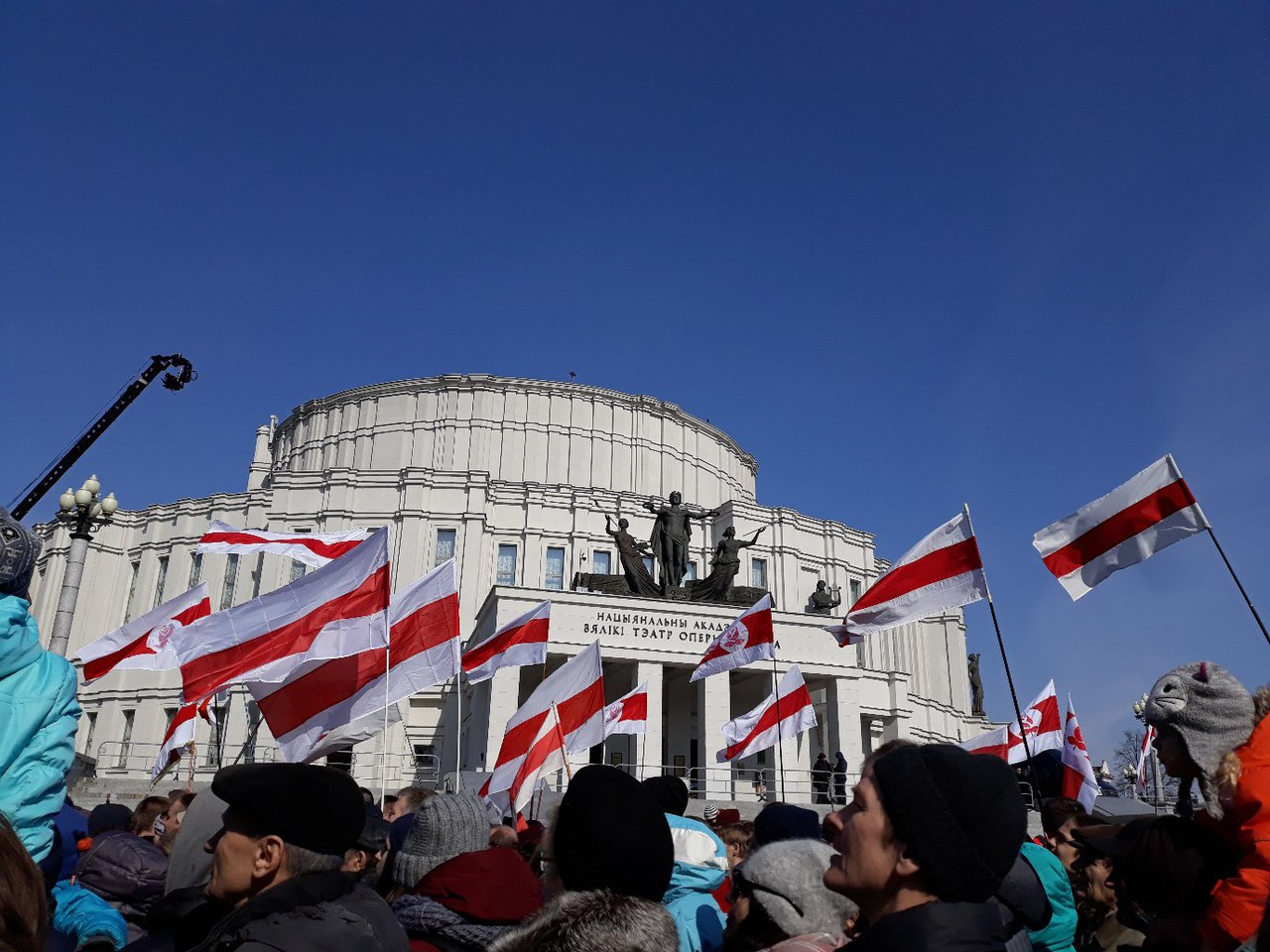
2018년 민스크 국립 오페라 및 발레 극장 앞 자유의 날 시위

자유의 날(벨라루스어: Дзень Волі)란 벨라루스의 비공식적 기념일이다. 1918년 3월 25일 벨라루스 인민공화국이 독립을 선언한 것을 기념하는 날으로, 벨라루스에서는 단순히 3월 25일(벨라루스어: 25-ага сакавіка)로도 부른다.

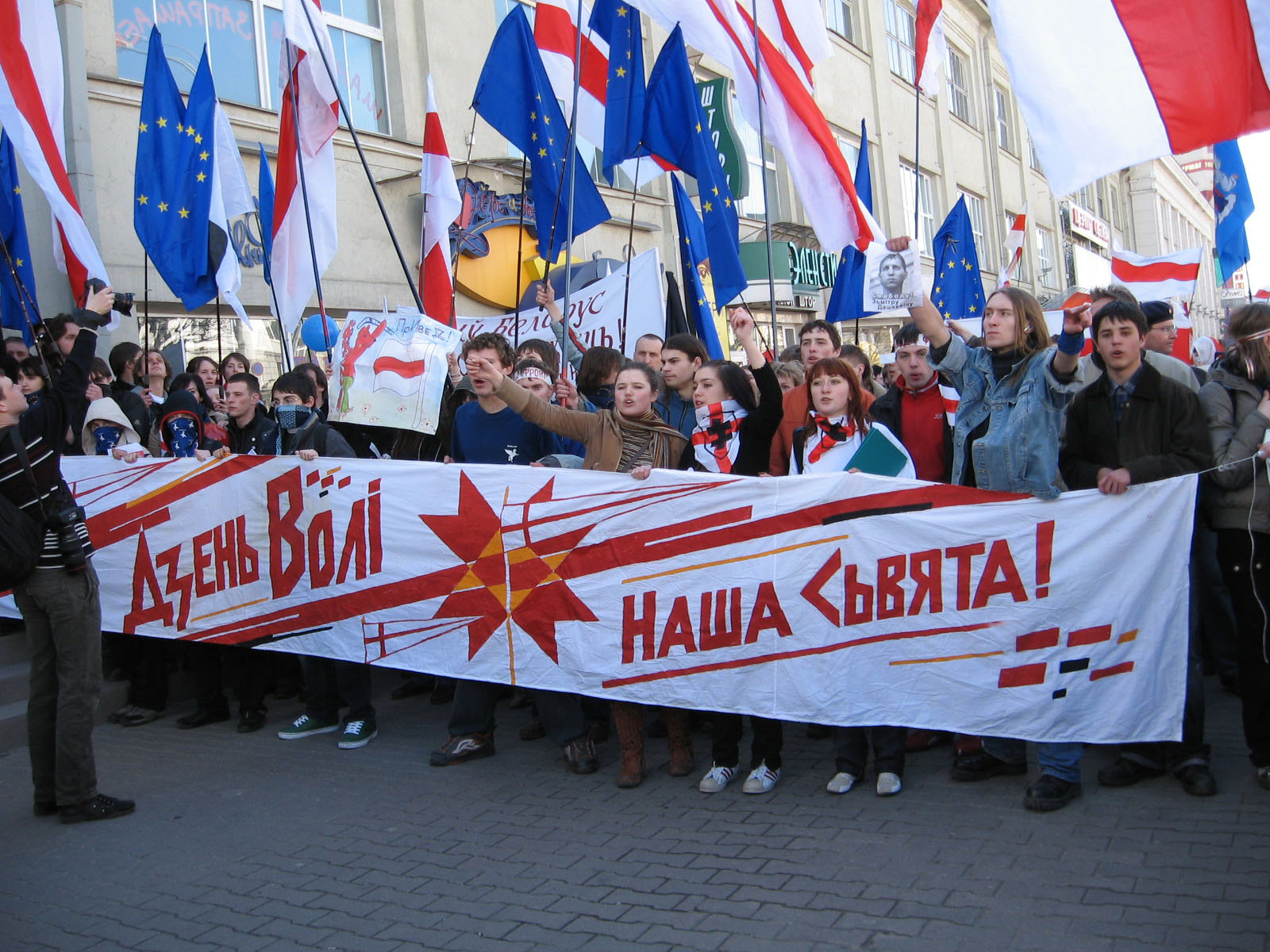
2007년 벨라루스 민주화 운동가들이 자유의 날 기념 행진을 하는 모습

1920년대 초반 벨라루스 독립 운동 세력과 벨라루스인 디아스포라는 자유의 날을 벨라루스 독립 기념일으로 기념하였다.
벨라루스의 민주화 운동 세력은 자유의 날을 매년 기념한다. 이때 열리는 시위는 항상 정부의 대량 구금과 시위대에 대한 고문이 수반된다. 알렉산드르 루카셴코 정부는 벨라루스 인민공화국은 1918년 제1차 세계 대전 당시 벨라루스를 점령하였던 독일 제국이 만들어낸 국가라고 주장하며 자유의 날을 인정하지 않는다. 또한 루카셴코는 벨라루스 인민공화국을 "우리 역사의 암울했던 시기"라 한다. 하지만 2018년 벨라루스 인민공화국 독립 100주년을 맞아 벨라루스 정부는 자유의 날에 민스크에서 11,000이 참가할 수 있는 기념 행사를 허용하는 등 이에 대한 비난과 단속의 수준을 낮추었다. 2019년에는 민스크와 다른 지역에서 대규모 진압 없이 자유의 날 기념 행사가 이루어졌다.
2021년 자유의 날은 2020년~2021년 벨라루스 시위의 마지막 시위일이었다. 그날 200명이 넘는 사람이 체포되었다.